# Tasmaniërs

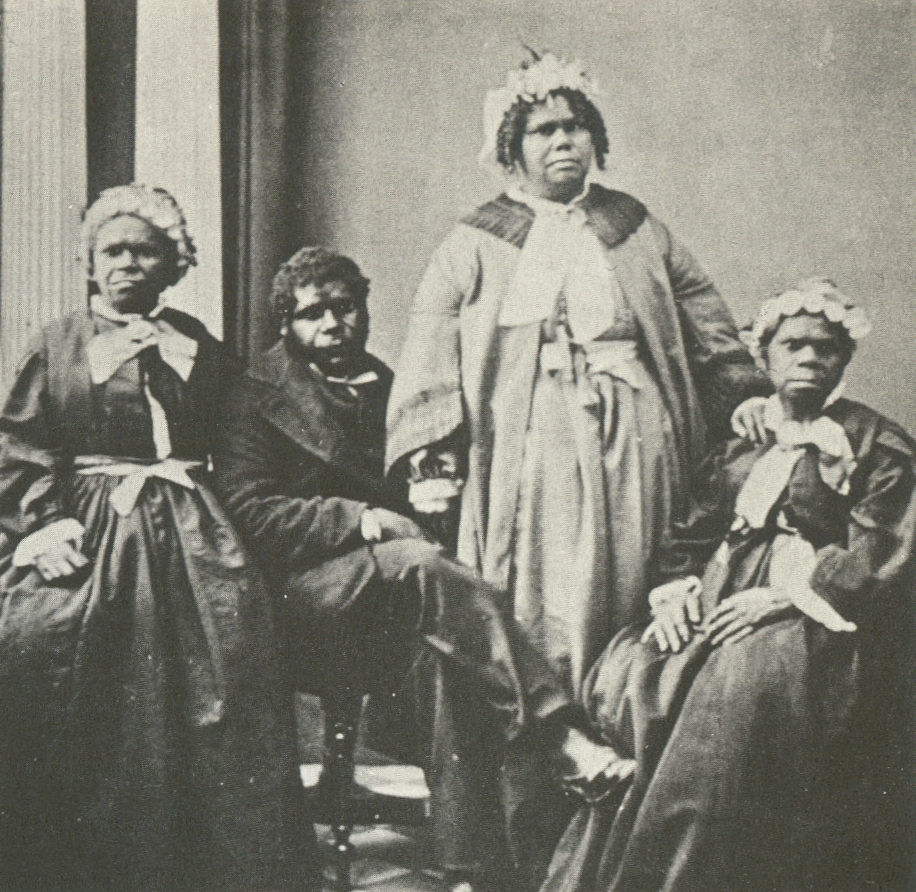
Een foto van de laatste vier "volbloed"-Tasmaniërs, rond 1860.

De Tasmaniërs waren de inheemse bevolking van de Australische deelstaat Tasmanië. Vandaag de dag worden ze echter als uitgestorven beschouwd daar er geen volbloed-Tasmaniërs meer zijn. Het volk verdween (dit door moorden en Europese ziektes) in de jaren na de Europese kolonisatie van Tasmanië. De laatste volbloed-Tasmaniër, een vrouw genaamd Truganini, stierf in 1876. In 1905 overleed Fanny Cochrane Smith, de laatste persoon die nog een Tasmaanse taal als moedertaal sprak.
De nakomelingen van de Tasmaniërs leven nog altijd in Tasmanië, maar veel van hun originele cultuur en taal is verloren gegaan. Sinds de jaren zeventig van de 20e eeuw wordt echter geprobeerd om deze cultuur weer nieuw leven in te blazen. 

## Geschiedenis

### Voor de Europese kolonisatie
Volgens onderzoekers kwamen de eerste mensen ongeveer 40.000 jaar geleden naar Tasmanië, mogelijk via een landbrug tussen het eiland en Australië in de Straat Bass. Toen deze landbrug verdween als gevolg van de zeespiegelstijging bleef de menselijke populatie op het eiland ongeveer 10.000 jaar geïsoleerd van de buitenwereld, totdat eind 18e eeuw de eerste Europeanen Tasmanië bezochten.
In de Warrengrot in de Maxwell River-vallei hebben archeologen recentelijk sporen gevonden van Tasmaniërs die 35.000 jaar geleden op het eiland leefden, wat bewijst dat de Tasmaniërs de meest zuidelijk wonende groep mensen was tijdens het pleistoceen.
Lange tijd werd aangenomen dat de Tasmaniërs geen manieren hadden om de zeeën te bevaren, en derhalve tot de komst van de Europeanen geen contact hadden met volkeren van buiten het eiland. Ze zouden derhalve ook nooit technologieën en ideeën hebben uitgewisseld met bijvoorbeeld de Aboriginals uit Australië. Recente archeologische opgravingen spreken dit idee echter tegen. Mogelijk waren ze meer bedreven in zeevaart dan lange tijd werd aangenomen. Het lijkt er meer en meer op dat ze in staat waren kleine kano's te bouwen om mee naar nabijgelegen eilanden te varen.
Een ander veel gehoord verhaal is dat de Tasmaniërs nooit de kennis hadden om vuur te maken, maar ook dit wordt tegengesproken door archeologische vondsten. Zo'n 4000 jaar geleden begonnen de Tasmaniërs minder zeevoedsel te eten, en meer vlees van de grotere zoogdieren op het eiland zelf zoals kangoeroes en wallaby's. Ook gingen ze andere gereedschappen gebruiken.
Aangenomen wordt dat voor de komst van de Europeanen de Tasmaanse bevolking was opgesplitst in negen stammen, met een totale populatie van tussen de 4000 en 10.000 mensen. Hoewel elke stam binnen een bepaald gebied van het eiland leek te blijven, trokken ze binnen dat gebied regelmatig naar een andere plaats. De verschillende stammen hadden een soortgelijke taal en cultuur. Er vonden huwelijken, maar ook oorlogen plaats tussen verschillende stammen.
De stammen waren:
- Big River
Teen Toomle Mennenyer
- South East
Tahuni Lingah or Nuenonne
- South West Coast
Toogee
- North
Tommeginne
- North Midlands
Lairmairrener
- Ben Lomond
Plangermaireener
- North East
Pyemmairrener
- North West
Peerapper
- Oyster Bay
Paredarerme

### Na de Europese kolonisatie
De Britten waren de eerste Europeanen met een kolonie in Tasmanië. Al snel ontstonden er conflicten tussen de Tasmaniërs en de Europeanen.
In amper 30 jaar tijd (1803 – 1833) werd de populatie van de Tasmaniërs gereduceerd van 5000 naar ongeveer 300, veelal door ziektes die Europese ontdekkingsreizigers en kolonisten met zich meenamen en door conflicten. Tussen 1803 en 1823 vonden er tevens twee grote oorlogen plaats tussen de Europeanen en de Tasmaniërs. De Europeanen ontvoerden onder andere Tasmaanse kinderen als werkkrachten.
Vanaf 1824 laaide het conflict verder op toen de Europeanen de Tasmaniërs steeds minder tolereerden in de kolonie, en de Tasmaniërs op hun beurt Europese boerderijen en nederzettingen beroofden. Tussen 1826 en 1831 voerden de Tasmaniërs geregeld guerrillaoorlogen tegen de kolonisten.
George Augustus Robinson, een christelijke missionaris, sloot in 1833 vriendschap met enkele van de laatste Tasmaniërs waaronder Truganini. Hij leerde hun taal en overtuigde hen te vertrekken naar een nieuwe nederzetting op Flinderseiland waar hij hen een betere leefomgeving beloofde, met een mogelijke terugkeer naar Tasmanië in de nabije toekomst.
Eenmaal op Flinderseiland werden ze echter aan hun lot overgelaten. Van de 300 Tasmaniërs die op het eiland arriveerden, stierven er 250 in de 14 jaar erna door slechte leefomstandigheden.
In 1847 vertrokken de laatste 47 volbloed-Tasmaniërs naar hun laatste nederzetting in Oyster Cove. Rond deze tijd zagen de Europeanen hen niet langer als bedreiging. De Tasmaniërs vertoonden zich nog geregeld op officiële bijeenkomsten.
In 1859 was hun aantal teruggebracht tot ongeveer een dozijn. In 1876 stierf de laatste volbloed-Tasmaan.
De stoffelijke overschotten van de Tasmaniërs uit Oyster Cove werden respectloos behandeld gedurende de jaren 60 van de 19e eeuw. Veel musea claimden de botten voor hun collecties ondanks het geloof van de Tasmaniërs dat de ziel van een mens alleen kan rusten als zijn lichaam in zijn thuisland begraven is. Het skelet van Truganini lag tot 1947 ook in een museum.
Op 13 augustus 1997 uitte de Tasmaanse regering officieel spijt over de wandaden tegen de Tasmaniërs. In 2006 was Tasmanië de eerste staat van Australië waarin de overheid een financiële compensatie gaf aan de gestolen generaties. Momenteel zijn veel mensen bezig met pogingen de laatste resten van de cultuur van de Tasmaniërs te bewaren.

## Nakomelingen
Officieel zijn de Tasmaniërs vandaag de dag uitgestorven daar er geen volbloed-Tasmaniërs meer in leven zijn. Er zijn echter wel veel nakomelingen van de originele Tasmaniërs. Verder is veel van de oude cultuur en taal van de Tasmaniërs verdwenen.
Momenteel zijn er ongeveer 150.000 mensen die rechtstreeks afstammen van de originele Tasmaniërs. Sinds de jaren zeventig van de 20e eeuw zijn er campagnes opgezet om deze mensen te laten erkennen als Tasmaniërs, en dus de inheemse bevolking van Tasmanië. Een bekende groep van deze nakomelingen is de 'Lia-Pootah'.
Meer recentelijk zijn er ook voorstellen geweest om middels DNA-testen vast te stellen of er meer mensen zijn die afstammen van de Tasmaniërs. Dit idee viel echter niet bij iedereen in goede aarde.
In juni 2005 introduceerde de Tasmanian Legislative Council een definitie waaronder iemand als Tasmaniër erkend kan worden. In deze definitie staat dat iemand een Tasmaniër is indien:
- hij/zij Tasmaanse voorouders heeft;
- hij/zij zelf deze afkomst erkent;
- de gemeenschap deze afkomst erkent.

## Verder lezen
- Alexander, Alison (editor) (2005)The Companion to Tasmanian HistoryCentre for Tasmanian Historical Studies, University of Tasmania, Hobart. ISBN 1-86295-223-X.
- Robson, L.L. (1983) A history of Tasmania. Volume 1. Van Diemen's Land from the earliest times to 1855Melbourne, Oxford University Press. ISBN 0-19-554364-5.
- Robson, L.L. (1991) A history of Tasmania. Volume II. Colony and state from 1856 to the 1980s Melbourne, Oxford University Press. ISBN 0-19-553031-4.